# Heinrich Cohrs
Christoph Heinrich Cohrs, auch Hermann Cohrs, (* 10. Dezember 1850 in Töpingen; † 11. Mai 1914 in Beedenbostel) war ein deutscher Landschaftsmaler.

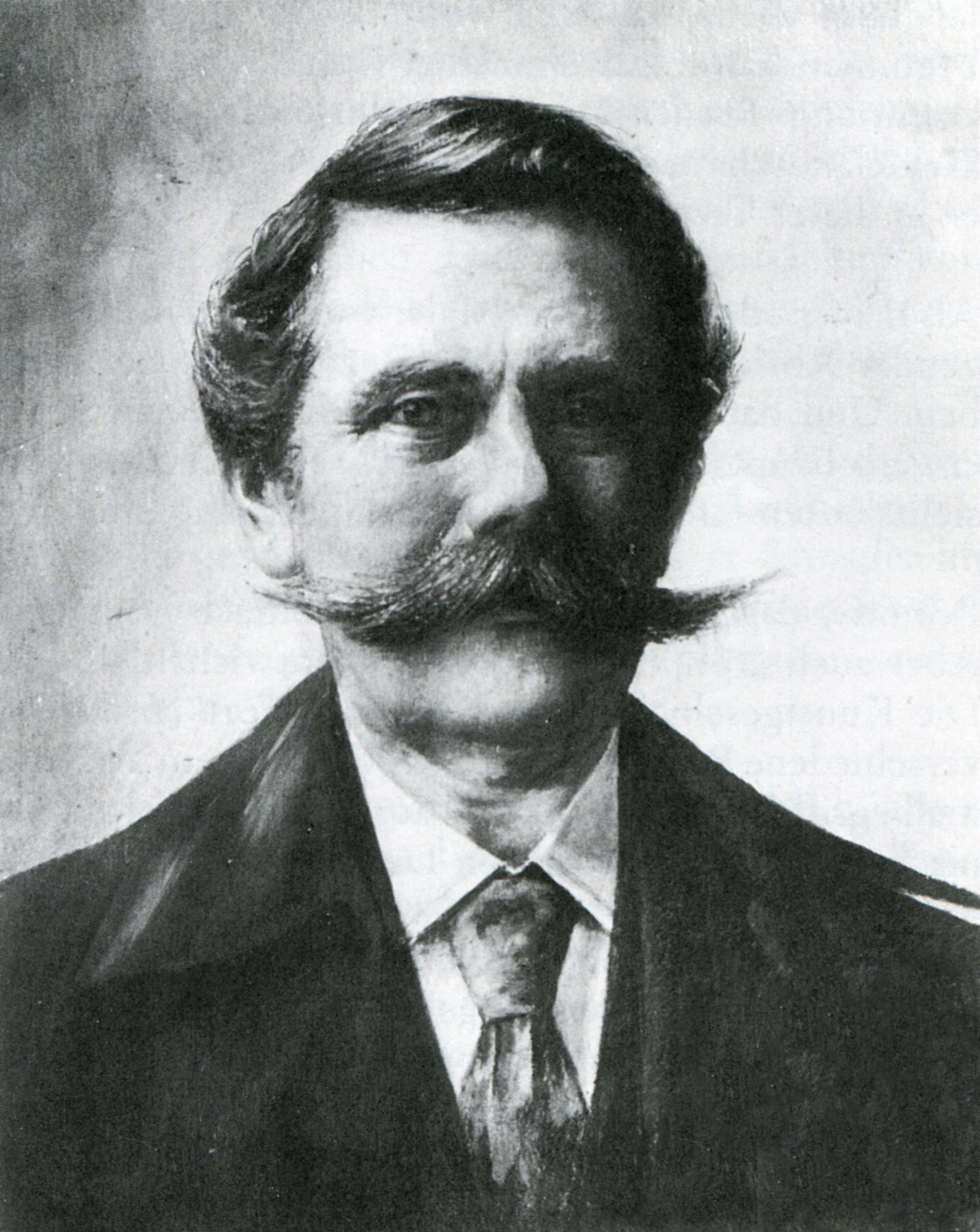
Selbstporträt (etwa 1910/1912)

## Biografie
Heinrich Cohrs wurde als Sohn des Hauswirts Johann Peter Cohrs und dessen Ehefrau Anna Maria geborene Kohlmeyer aus Suroide in der Gemeinde Töpingen bei Munster (Örtze) geboren. Er war das dritte von fünf Kindern der Familie. 1853 zog die Familie in den Weiler Reiningen, bei Wietzendorf. Im Alter von 13 Jahren arbeitete Cohrs bei einem Bauern in Sültingen, einem Dorf, das 1937 dem Truppenübungsplatz Munster weichen musste, als Hütejunge. Von 1864 bis 1866 war er in Suroide als sogenannter „Kleinknecht“ (junger Knecht) beschäftigt. Bis 1870 arbeitete er dann im Sommer beim Bauern und im Winter hütete er als Schäfer die Heidschnucken. Im April 1870 begann er in Soltau eine Maler und Lackiererlehre, wurde aber bereits im Dezember des gleichen Jahres wegen Arbeitsmangel entlassen. Malerarbeiten an verschiedenen Orten schlossen sich an, bis er am 1. Mai 1872 zum Militärdienst in die 4. Kompanie des Infanterie-Regiments 73 einberufen wurde. Als einfacher Soldat bekam er einen Sold von 17 Pfennigen täglich. Cohrs diente hier, nach Ende des Deutsch-Französischen Krieges, ab Juni 1872 als Soldat der Besatzungsarmee im Nordosten Frankreichs, zunächst in Metz und danach in Verdun. Die Einheit wurde 1873 nach Hannover zurückverlegt. Im September 1874 wurde Cohrs aus dem Militärdienst entlassen.

## Beruflicher Werdegang

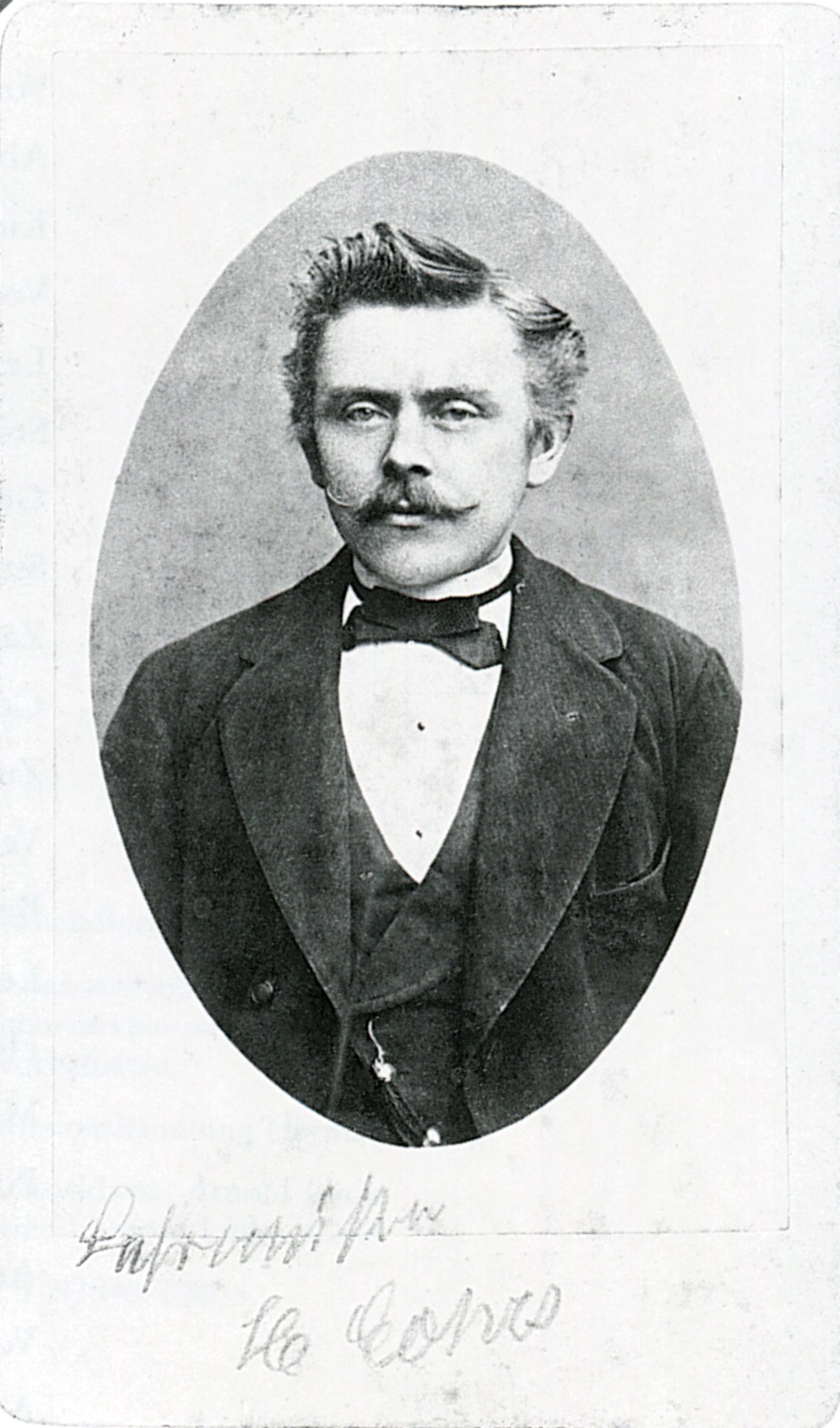
Heinrich Cohrs (etwa 1890)

Nach seiner Entlassung aus dem Wehrdienst und verschiedenen Stationen als Maler, Lackierer und Dekorationsmaler gründete Cohrs 1876 in Hermannsburg eine Malerwerkstatt. Da ihn diese Arbeit aber nicht befriedigte, übergab er das Geschäft seinem Malergesellen Petersen und bewarb sich schriftlich an der Kunstakademie Düsseldorf. Am 2. Januar 1884 begann sein erstes Semester des Studiums an der Malerakademie, bei Professor Braunstein. Während der Semesterferien wollte Cohrs die Holländische Schule kennenlernen. Er unternahm Bildungsreisen, unter anderem nach Antwerpen, Brüssel und München. In München bewarb er sich Anfang 1885 an der Akademie der Bildenden Künste. Eine erste Zulassung für die Vorbereitungsklasse lehnte er aber ab. Zum Sommer 1885 bewarb er sich noch einmal an der Akademie und bestand die achttägige Aufnahmeprüfung. Cohrs kam in die Zeichenklasse bei Professor Gabriel von Hackl, wo er unter anderem den Maler Michael Zeno Diemer kennenlernte. Im Sommer 1891 kehrte er wieder nach Hermannsburg zurück und arbeitete hier als Kunstmaler. Er zeichnete insbesondere Porträts, Ortsansichten und Landschaften seiner Heimat, aus Geldmangel nur selten in Öl, meistens als Aquarell oder mit Bleistift. Cohrs lernte 1892 die Gründer und Herausgeber der Monatszeitschrift Niedersachsen, August Freudenthal, und dessen Bruder Friedrich, kennen. In Heft 11 des II. Jahrgangs erschien 1896/97 erstmals ein kleiner Bericht mit einer Zeichnung von ihm und später noch weitere seiner Zeichnungen. In seinen letzten Lebensjahren lebte er hauptsächlich vom Verkauf selbstgemalter und im Hausverlag reproduzierter Ansichtskarten.

## Arbeiten

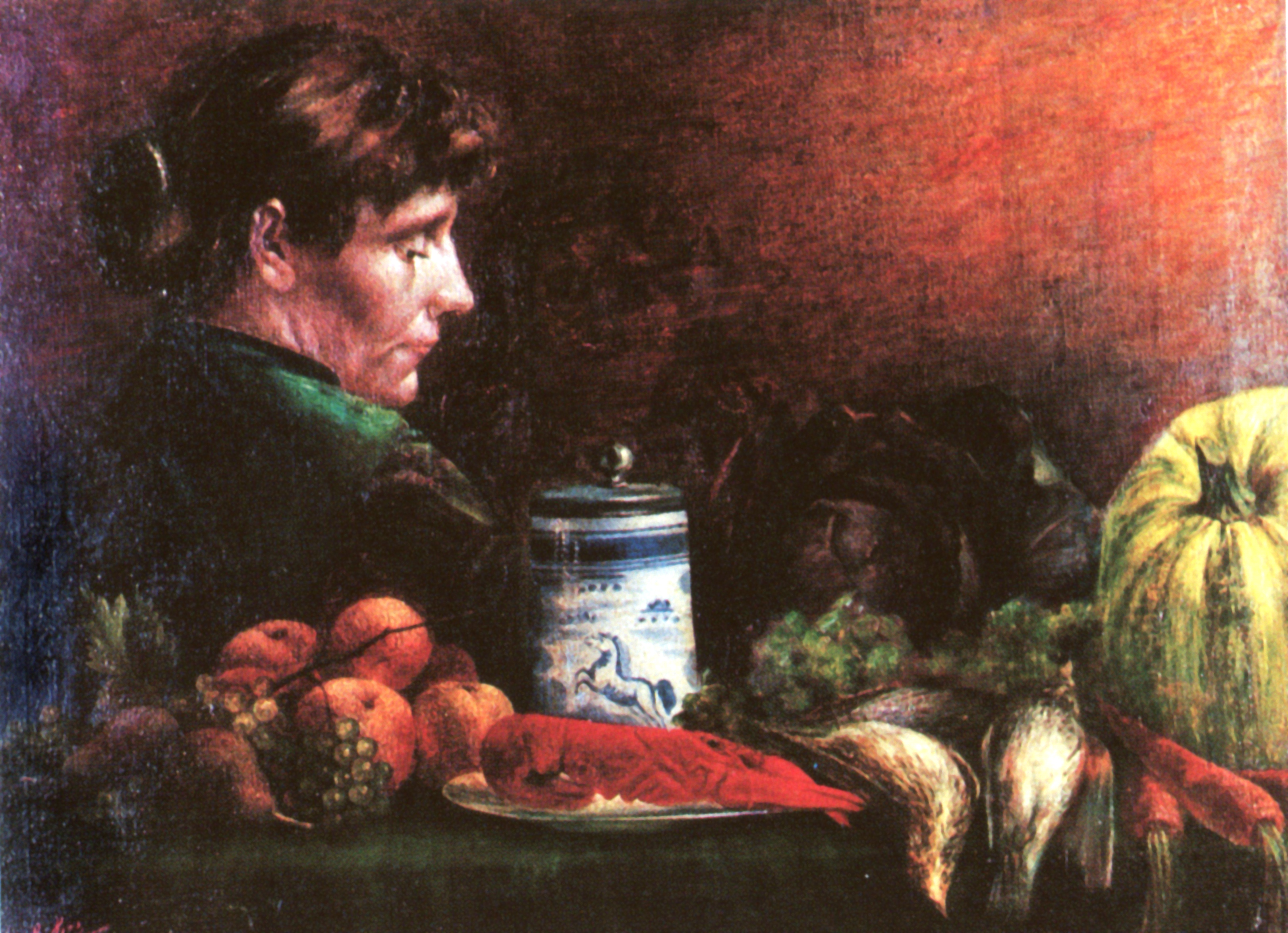
Dame mit Stillleben

Rund 400 Bilder und mindestens 156 verschiedene Postkartenmotive sind überliefert.
Ab 1900 präsentiere er seine Arbeiten erstmals in eigener Regie im Verlag Hermann Cohrs. Der Name Hermann sollte wahrscheinlich eine Hommage an seinen Wohnort Hermannsburg sein. Wesentliche Werke aus dem Nachlass sind 1956 infolge eines Brandes vernichtet worden.

## Ausstellungen
Nach dem Tod von Heinrich Cohrs präsentierte dessen Bruder Wilhelm 1915 in einem leeren Laden in Soltau erstmals Heidelandschaften, Porträts und Ansichtskarten aus dem Nachlass. Ab März 1920 wurden die Arbeiten in Gerdau, einer kleinen Gemeinde im Landkreis Uelzen, in einer Dauerausstellung präsentiert. Durch Protektion von Theodor Benecke, Leiter des Stadtmuseum Harburg/Helms-Museum, wurden im Mai/Juni 1921 im Ehrensaal des Museums 150 Bilder von Cohrs ausgestellt. Vom 30. August bis 16. September wurden in der Ehrenhalle der Hannoverschen Armee im Bomann-Museum in Celle Gemälde von Cohrs der Öffentlichkeit präsentiert.

## Werke in Museen und Sammlungen
- Das Altonaer Museum für Kunst- und Kulturgeschichte in Hamburg besitzt Karten von Cohrs.
- Das Bomann-Museum in Celle besitzt mehrere Bilder des Künstlers.